# Сноу, Майкл
Майкл Сноу (англ. Michael Snow, 10 декабря 1928, Торонто — 5 января 2023, Торонто) — канадский кинорежиссёр, художник, скульптор, джазовый пианист, писатель, представитель экспериментального искусства.

## Биография
В 1950-х изучал живопись и скульптуру, но дебютировал в анимационном кино фильмом От А до Я (1956). В 1956 году женился на актрисе и кинорежиссере Джойс Виланд (1931-1998), снял её в нескольких лентах – Стандартное время, Длина волны (кроме того, её голос звучит в новаторском фильме Холлиса Фрэмптона Лемма Цорна, 1970). В 1963 году переехал в Нью-Йорк, получил поддержку Йонаса Мекаса.

## Творчество
Занимался фотографией, видеоискусством, организовывал инсталляции и шоу. В своем структуралистском киноэпосе, как его называют критики, последовательно экспериментировал с пространством и временем изображения, парадоксами движения,  направленности, непрерывности, целостности.
Писал музыку к собственным фильмам. Как пианист выступал в США, Европе, Японии.

## Влияние
Киноэксперименты и пластические поиски Сноу повлияли на Сью Фридрих, в авторском кино - на  Шанталь Акерман.

## Фильмография
- A to Z (1956)
- New York Eye and Ear Control (1964)
- Short Shave (1965)
- Wavelength (1967, Первая премия на Международном фестивале экспериментального кино в Кнокке, Бельгия; премия журнала Film Culture, 1968)
- Standard Time (1967)
- One Second in Montreal (1969)
- Dripping Water (1969)
- Back and Forth (1969)
- Side Seat Paintings Slides Sound Film (1970)
- La Région centrale (1971)
- Two Sides to Every Story (1974)
- Rameau's Nephew' by Diderot  (1974)
- Breakfast (Table Top Dolly) (1976)
- Presents (1981)
- So Is This (1982, премия Ассоциации кинокритиков Лос-Анджелеса)
- Seated Figures (1988)
- See You Later (1990)
- To Lavoisier, Who Died in the Reign of Terror (1991)
- Preludes (2000, с А.Эгояном и Д.Кроненбергом)
- The Living Room (2000)
- *Corpus Callosum (2002, премия Ассоциации кинокритиков Лос-Анджелеса)
- WVLNT ("Wavelength For Those Who Don't Have the Time") (2003)
- SSHTOORRTY (2005)

## Тексты
- Michael Snow: des écrits, 1958-2001. Paris: Centre Pompidou; École Nationale Supérieure des Beaux-Arts, 2002

## Педагогическая деятельность
Преподавал в Канаде, США, Франции, Швейцарии.

## Признание
- Стипендия Гуггенхайма (1972)[5]
- Премия Молсона (1978)
- Офицер Ордена Канады (1981)
- Кавалер Ордена искусств и литературы (Франция, 1995)
- Компаньон Ордена Канады (1997)
- Премия генерал-губернатора Канады за визуальные искусства и медиа (2000)
- Почетный доктор университета Торонто (1999), университета Париж-I, Пантеон-Сорбонна (2004).